# Первый ку-клукс-клан
Первый ку-клукс-клан, первый клан (англ.The First Klan) — принятое в американской историографии обозначение раннего периода деятельности организации ку-клукс-клан (ККК), который начался в 1865 году и продолжился вплоть до 1876 года. В отличие от последующих периодов организации, деятельность первого клана ограничивалась территориями бывших рабовладельческих штатов, однако именно этот короткий период отмечен всплеском насилия и трансформации ККК из небольшого эзотерического общества бывших конфедератов до крупной военизированной террористической организации. Совместно с боевиками Белой Лиги члены ККК устраивали нападения на освобожденных чернокожих рабов, чернокожих солдат Армии США и совершали другие преступления. ККК занимался террором в отношении Республиканской партии США в интересах демократов. Организация всячески противодействовала предоставлению избирательных прав и распространения образования среди чернокожего населения, организуя нападения преследования и убийства белых учителей, преподававших детям афроамериканцев.

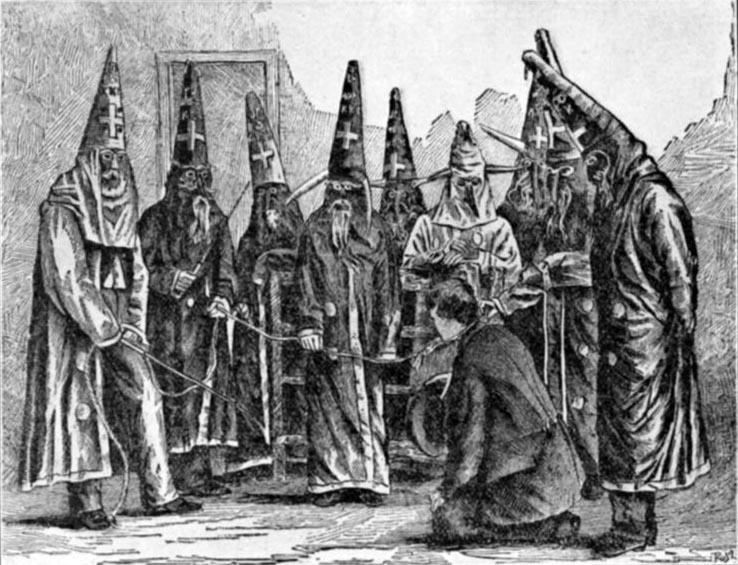
Гравюра 1884 году, повествующая о захвате боевиками ККК белого республиканца Джона А. Кэмпбелла.

## Предыстория
Победа федеральных сил в американской гражданской войне ознаменовала воссоединение Соединенных Штатов Америки. Официальный Вашингтон взял курс на сближение и примирение с населением и лидерами южных штатов и ликвидацию рабства в южных штатах. Этот период вошел в историю как Реконструкция Юга. Действия правительства США были направлены на реинтеграцию территорий и уравнивание прав черных и белых, что вызывало негодование со стороны последних, среди которых расизм был по-прежнему распространен, а недоверие к северянам и к членам основанной Линкольном Республиканской партии, было по-прежнему сильно.
Сторонники Демократической партии в южных штатах называли сторонников Реконструкции среди местного белого населения «прохвостами» (англ.scalawags) и «саквояжниками» (англ.carpetbaggers), и совершали против них акты устрашения. Неприятие Реконструкции совпало с появлением первых послевоенных террористических организаций, одной из которых стал ку-клукс-клан, основанный бывшими военными-конфедератами в округе Пуласки, штат Теннесси. Учредительным съездом ку-клукс-клана прошел в канун рождества, 24 декабря 1865 года. При этом точная дата фактического основания самой организации достоверно неизвестна.

### Истоки ку-клукс-клана
Как отмечает Майкл Ньютон, изначально ККК был задуман как «веселый общественный клуб», и включал в себя шесть бывших солдат Конфедерации. Они были образованы, и были знакомы со студенческим обществом Kuklos Adelphon («Кружок братьев»), основанный в университете Северной Каролины в 1812 году. При этом само общество находилось под влиянием масонских течений. Ньютон отмечает, что в городе Пуласки действовали восемь масонских лож, а один из основателей ККК Джеймс Кроу впоследствии стал великим мастером Теннесси. Другим источником вдохновения для ККК стало существовавшее в 1850-е годы американское антикатолическая Партия незнаек, склонная к насилию. По словам Ньютона, партия доминировала в политике Пуласки, а её отряды назывались «кланами».

### Первые шаги

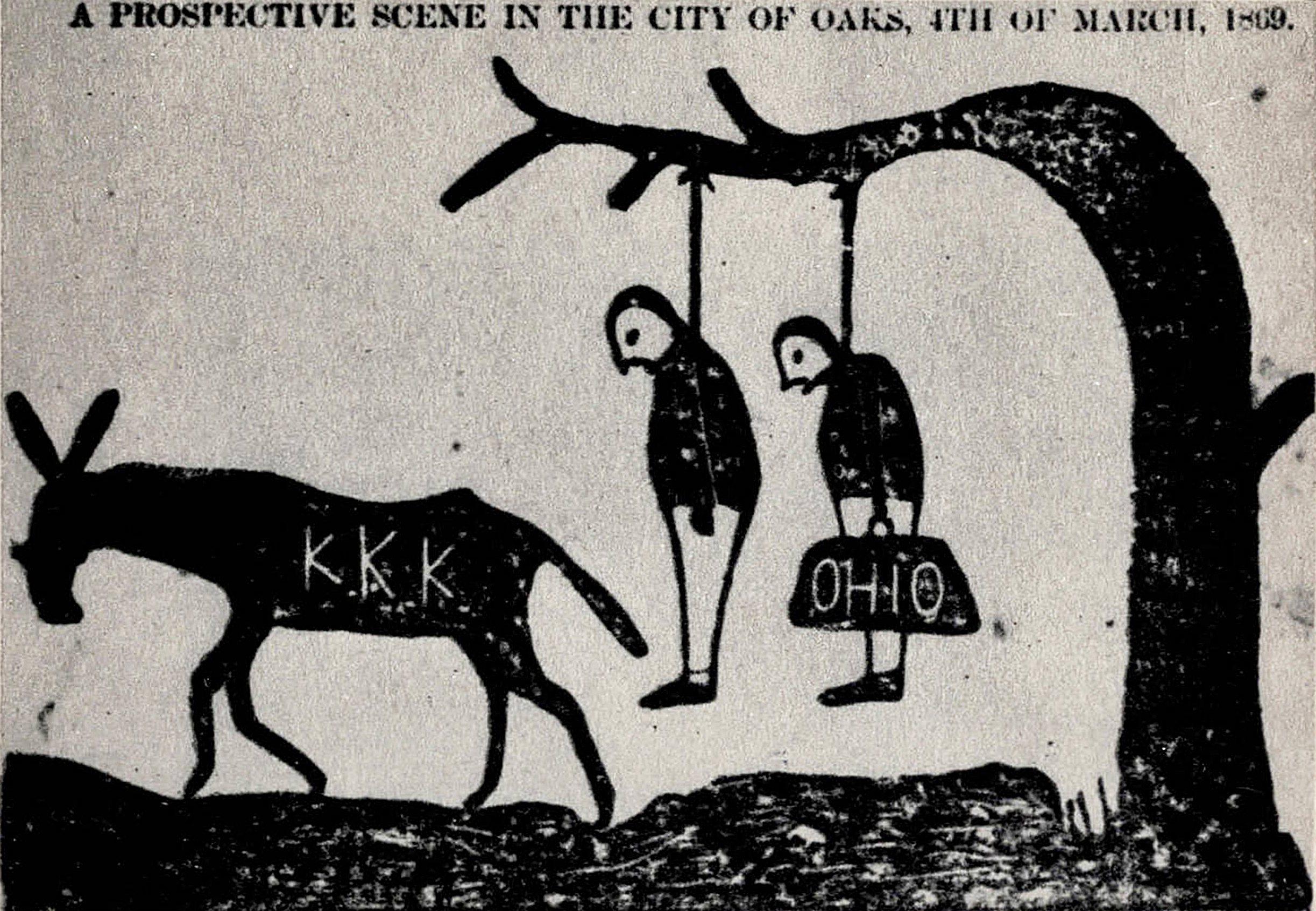
Карикатура с угрозой, что ку-клукс-клан будет линчевать местных сторонников реконструкции (слева) и «саквояжников» (справа) 4 марта 1869 года. На изображении Арад Саймон Лейкин («Огайо») и Ноа Б. Клауд висят на дереве. Осел, символ демпартии, носит инициалы ККК. 4 марта 1869 года — день, когда Горацио Сеймур, демократ, предположительно станет президентом. Однако он проиграл Гранту.

В первые годы своего существования члены организации занимались пранками в отношении освобожденных чернокожих рабов. Клановцы притворялись призраками погибших солдат Конфедерации, запугивая бывших рабов. «Весёлость» Ку-клукса заключалась в издевательствах бывших рабов ночными визитами в образе привидений, разряженных в причудливые костюмы, разыгрывании омерзительных «шуток». Закутанный член Клана мог оторвать голову (вылепленную из папье-маше) или пожать друг другу руки, оставив свою скелетную руку в руках испуганного вольноотпущенника…Подобные розыгрыши были популярны во многих довоенных патрулях рабов. Когда призрачные мистификации не смогли запугать «темнокожих», патрули рабов были не прочь избить, заклеймить и даже убить рабов, которых они считали непокорными. Члены Клана поначалу не имитировали патрули в этом отношении. Их внимание было сосредоточено на пьяных развлечениях за счет тех, кого они считали нижестоящими. Но это быстро изменится.

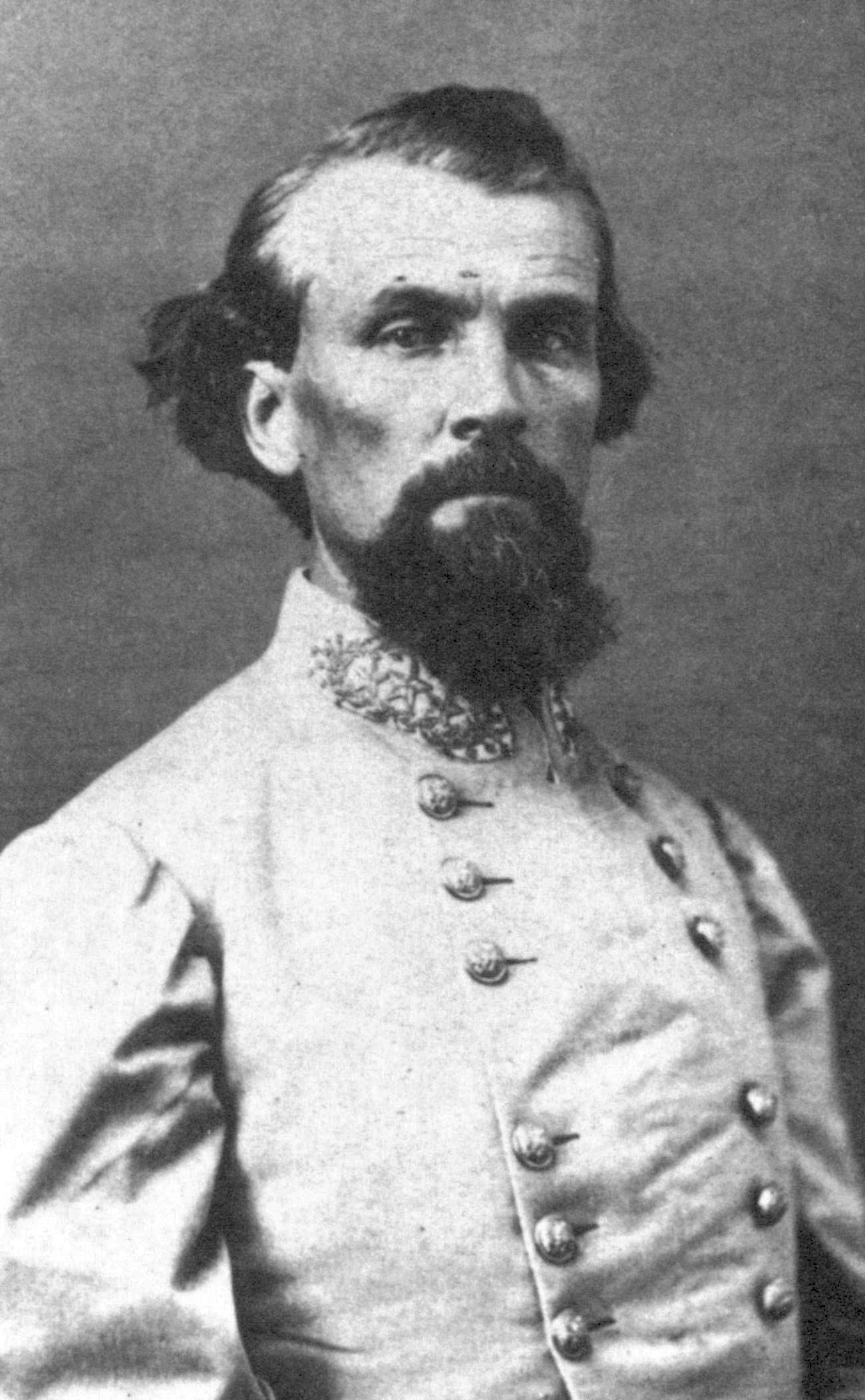
Первый лидер ККК Натаниэль Бе́дфорд Фо́ррест.

## Структура и идеология организации
Организация подчинялась Верховному Магу (англ. Grand Wizard). Должность Верховного мага занимал бывший генерал Армии КША Форрест Натаниэль Бедфорд. Этот факт подтверждается рядом источников, а также свидетельством бывшего раба, пережившего события тех лет. При вступлении в организацию новый член был обязан дать клятву на верность командиру и содействие Демократической партии США.

### Численность
Всего за первые несколько лет существования ККК стал многочисленной организацией. В одном Уолтоне, штат Джорджия, «типичном» южном округе с населением 11 000 человек в 1870 году, «было три логова ку-клукс-клана… в каждом было примерно от 75 до 100 членов». Президент женского колледжа Спартанбурга в Южной Каролине подсчитал, что примерно 80 процентов белых мужчин-избирателей округа Спартанбург были членами ККК в 1870—1871 годах. Сам Форрест заявлял, что ККК насчитывал 40 000 членов в одном только Теннесси и 550 000 на территории всего Юга США..

## Преступления
Известно, что в период Первого ККК его участники совершили около 1000 убийств, хотя эта цифра представляет собой лишь очень малую часть террора организации.в 1870 году сотни освобожденных рабов были убиты, а многие другие получили серьезные ранения.Боевики ККК поджигали школы для черных, а также убили сотни активистов-республиканцев.

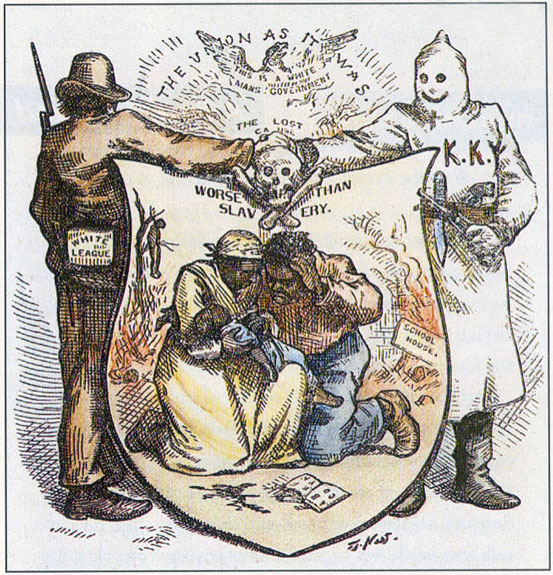
«Хуже, чем рабство». Карикатура Томаса Наста 1874 года о совместных преступлениях ККК и Белой Лиги.

## Меры со стороны правительства США
Масштабы преступности со стороны группировки вынудили правительство США предпринять ответные меры. Республиканцы в Конгрессе отреагировали на эту волну террористического запугивания принятием законодательства о гражданских правах, поддержанного федеральной силой в 1870 и 1871 годах. 17 октября 1871 года президент США Улисс Грант объявил девять округов Южной Каролины находящимися в состоянии активного восстания и приостановил действие habeas corpus. Приказ позволил федеральным войскам под командованием майора Льюиса Меррилла массовые аресты и начать процесс подавления группировок ККК в штате на уровне федерального суда. Около 500 клановцев добровольно сдались, дали признания или показания, а затем были освобождены. В том же году Конгресс США принял Закон о ку-клукс-клане, который был призван бороться с военизированным самосудом ККК . Закон установил федеральными преступлениями некоторые действия, совершенные частными лицами, включая сговор с целью лишения граждан права занимать государственные должности, быть присяжными или пользоваться равной защитой закона, а также уполномочил президента развертывать федеральные войска для противодействия Ку-клукс-клану и приостанавливать действие приказа habeas corpus для проведения арестов без предъявления обвинений.

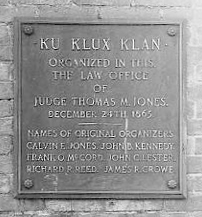
Мемориальная доска на стене здания, где был основан ку-клукс-клан в Пуласки, штат Теннесси.